# Casino Boogie
Casino Boogie è un brano del gruppo musicale The Rolling Stones facente parte dell'album del 1972 Exile on Main St.

## Il brano
In questo brano prevalentemente ritmico, ispirato alla band dalla vicinanza dei casinò della costa meridionale della Francia, è Richards a suonare il basso dato che Bill Wyman non era presente in studio la sera dell'incisione. (Il contributo di Wyman fu poi aggiunto in un secondo momento durante le sessioni di post-produzione a Los Angeles). Il testo del brano, composto da un'accozzaglia di frasi apparentemente senza nessuna connessione fra di loro, fu messo insieme ispirandosi alla tecnica del "Cut-up" resa celebre da William S. Burroughs.

## Formazione
- Mick Jagger - voce, percussioni
- Keith Richards - chitarra elettrica, basso, cori
- Mick Taylor - chitarra elettrica
- Charlie Watts - batteria
- Bobby Keys - sax tenore